# Шремс-бай-Фронлайтен
Шремс-Фронлайтен (нем. Schrems bei Frohnleiten) — упразднённая политическая община политического округа Грац-Умгебунг в Австрии, в федеральной земле Штирия.
Население по оценке на 31 декабря 2005 года  — 586 человек, территория — 19,25 км². Официальный код до 1 января 2015 года —  6 06 43.

## Политическая ситуация
Бургомистр общины — Петер Шлегль (СДПА) по результатам выборов 2005 года.
Совет представителей общины (нем. Gemeinderat) состоит из 9 мест.
- СДПА занимает 6 мест.
- АНП занимает 3 места.